# Rui Chafes
Rui Chafes (Lisboa, 1966) é um escultor português, vencedor do Prémio Pessoa, em 2015.

## Biografia
Rui Chafes nasceu em 1966 em Lisboa.
Fez o Curso de Escultura na Faculdade de Belas-Artes da Universidade de Lisboa, entre 1984 e 1989, onde estudou Escultura com Jorge Vieira e Tecnologia de Metais com António Trindade. De 1990 a 1992 estudou na Kunstakademie Düsseldorf com Gerhard Merz onde desenvolveu e consolidou a sua pesquisa sobre a cultura e arte alemãs que tinha iniciado em Portugal. Durante essa estadia, traduziu de alemão para português os Fragmentos de "Novalis", sendo o livro editado em 1992 pela Assírio & Alvim. Uma das bases de trabalho que Rui Chafes tem reclamado é, precisamente, o pensamento estético do Romantismo Alemão.
Tendo iniciado a actividade em meados da década de 1980, a sua obra divide-se entre a escultura, o desenho e a escrita. A partir de 1988, começa a utilizar maioritariamente o ferro ( quase sempre pintado de negro baço), preferindo integrar as suas esculturas diretamente na natureza ou em situações arquitetónicas concretas, como é exemplo a exposição "Durante o fim" que realizou em Sintra, no Palácio e Parque da Pena e no Museu Berardo simultaneamente. As suas esculturas podem assumir grandes dimensões, confrontando-se diretamente com a escala da natureza, tal como é visível na instalação permanente no Jardim da Sereia, em Coimbra (desde 2004).
Realizou diversas exposições em parceria com artistas de outras áreas tais como Pedro Costa, Orla Barry, Vera Mantero, Erik A. Frandsen, ou Vítor Rua, desenvolvendo um trabalho exploratório das diferentes linguagens e técnicas artísticas envolvidas nesses projetos.
Ao longo dos anos tem participado em várias exposições internacionais, tendo também representado Portugal na 46.ª Bienal de Veneza, em 1995 (juntamente com José Pedro Croft e Pedro Cabrita Reis) e em 2004 na 26.ª Bienal de São Paulo, com um projecto conjunto com Vera Mantero. Em 2013, foi um dos artistas internacionais convidados para expor no Pavilhão da República de Cuba na 55.ª Biennale di Venezia.
Em 2014 realizou a exposição antológica "O peso do Paraíso" no Centro de Arte Moderna da Fundação Calouste Gulbenkian, em Lisboa.
Expôs em importantes instituições, tais como o Centro de Arte Moderna da Fundação Calouste Gulbenkian, Lisboa;  Museu de Serralves, Porto; Centro Cultural de Belém, Lisboa;  Palácio Nacional da Pena, Lisboa, e Museu Colecção Berardo , Lisboa e no Criptopórtico do Museu Nacional Machado de Castro (com Pedro Costa), Coimbra; S.M.A.K. (Ghent, Bélgica), Folkwang Museum (Essen, Alemanha), Esbjerg Kunstmuseum (Esbjerg, Dinamarca), Nikolaj Copenhagen Contemporary Art Center (Copenhagen, Dinamarca), Fondazione Volume! (Rome, Itália), Fundação Eva Klabin (Rio de Janeiro, Brasil), Fundación Luis Seoane (A Coruña, Espanha), Museu de Arte Contemporânea Hara (Tokyo, Japão), Museu de Arte Moderna (Rio de Janeiro, Brasil) e Ilmin Museum of Art (Seoul, Coreia).
O seu trabalho está representado em diversas colecções, designadamente no S.M.A.K., Bélgica; Esbjerg Kunstmuseum, Dinamarca; Museum Folkwang Essen, Alemanha; Sammlung Würth, Alemanha; Museu Nacional Reina Sofia, Espanha; Centro Gallego de Arte Contemporâneo, Espanha; Colección Helga de Alvear, Espanha; Colección Caja de Madrid, Espanha; Fundación Caixa Galicia, Espanha; Fundación Caja de Ahorros del Mediterraneo, Espanha; Centro de Arte Moderna da Fundação Calouste Gulbenkian, Portugal; Fundação de Serralves, Portugal; Fundação Luso-Americana para o Desenvolvimento, Portugal; Museu Colecção Berardo, Portugal; Colecção António Cachola, Portugal; Fundação PLMJ, Portugal e Centro de Artes Visuais de Coimbra (CAV), Portugal.
Tem, também, diversas obras permanentes em espaços públicos em Portugal e no estrangeiro.

## Distinções
- Prémio de Artes Plásticas União Latina (1996)
- Prémio de Escultura Robert-Jacobsen, atribuído pela Stiftung Würth, na Alemanha (2004)
- Prémio Nacional Cidade de Gaia (2007)
- Gran Premio A.E.C.A. pela melhor obra no ARCO, Madrid (2012)
- [carece de fontes?][2]
- Em 2014 foi feito Oficial da Ordem Militar de Sant'Iago da Espada a 9 de Junho[3]
- Prémio Pessoa (2015) atribuído pelo semanário Expresso e entregue em 15 de Abril de 2016[1][4]